# Pitch (gruppo musicale)
I Pitch, spesso stilizzato in forma scritta come (P) itch, sono un gruppo indie rock, punk rock e shoegaze italiano formatosi a Ravenna nel 1994.
Dopo aver realizzato due album, Bambina atomica e Velluto,  e il singolo Elettrica durante gli anni novanta, nel 2001 la band si scioglie. Nel 2004 i Pitch si riformano con una nuova line-up e nel 2007 esce il nuovo album A Violent Dinner, cantato in inglese.

## Storia

### 1994-1996: La nascita dei Peach e gli esordi discografici
Nel 1994 i due musicisti ravennati Alessandra Gismondi e Stefano Foschini formano il duo acustico dei Peach. A un anno di distanza si unisce a loro il batterista Filippo Feletti, mentre la band cambia il proprio nome in Pitch.
Nel 1995 esce la loro prima prova discografica, l'EP omonimo (P)itch stampato su vinile dalla Gina Records, per il quale viene adottata la grafia con l'iniziale tra parentesi. E proprio grazie a questo EP, Manuel Agnelli, leader degli Afterhours, procurò alla band un contratto con la Vox Pop di Carlo Charlie Albertoli e Giacomo Spazio. Il brano Slow Song venne così inserito nella compilazione Vox Pop 1995, che vide la band affiancata tra gli altri ad Africa Unite, Technogod, Mau Mau, Sottotono, Le Voci Atroci, Madaski.
Nel 1996 i Pitch entrano in sala di registrazione con la produzione artistica di Manuel Agnelli, ed in questo contesto Alessandra Gismondi collabora anche con gli Afterhours scrivendo il testo della canzone Lasciami leccare l'adrenalina, che verrà pubblicato nell'album Hai paura del buio? (Mescal).

### 1997-2001: DaBambina atomicaaVelluto
Nel 1997, uscì il primo album ufficiale dei Pitch intitolato Bambina atomica (Vox Pop), 16 tracce di ispirazione indie rock e fortemente influenzate dal punk rock in perfetto stile Riot grrrl. All'uscita discografica seguì il primo tour nazionale della band, che li vide anche presentare il loro album nel programma televisivo "Il Muro", in onda su Odeon TV.
I Pitch passano alla Mad Production e firmano con l'etichetta CGD/East West che ristampa il loro primo album accompagnando l'uscita discografica con il video Neil Young, in cui appare a titolo di amicizia la pornostar Selen.
Nel 1999 esce l'album Velluto su etichetta BMG/RCA, preceduto dal singolo Elettrica che entra in rotazione nei maggiori network radiofonici nazionali. Conseguentemente la band inizia un tour che tocca le maggiori città italiane e alcuni festival.
Alla fine del 2001 la band si scioglie, per volontà di Alessandra Gismondi che si dedica al progetto Tennis.

### 2004-in poi: La rinascita dei Pitch
Nel 2004, il gruppo si riforma, ma con una formazione completamente rinnovata: della band originale rimane solamente la cantante e leader Alessandra Gismondi, mentre entrano nel gruppo Luca Bandini (chitarra, ex Tennis), Christian Amatori (chitarra) e Nicola Rambelli (batteria). La nuova formazione si esibirà dal vivo per la prima volta al MEI 2004.
Tra il 2005 e il 2006 i Pitch lavorano al loro terzo album A Violent Dinner, che esce per la label statunitense Savage Jaw Records nell'ottobre 2007. Nell'album Alessandra Gismondi canta per la prima volta in inglese e cambia anche il genere musicale proposto dal gruppo.
Nel 2008-2009 i Pitch si esibiscono nel A Violent Dinner Tour, che comprende 50 date in Italia.
Nel 2010 i Pitch sono nuovamente in studio per la registrazione di un nuovo album. “COMME UN FLUX” ultimo album della band esce per Deambula Records/Pocket Heaven Records” il 15 gennaio 2011 con  l’ultimo tour di 10 date che toccherà le più importanti città italiane. 
Al momento Alessandra Gismondi è attiva in due progetti musicali insieme al marito Luca Bandini: Schonwald progetto post-punk dove Alessandra suona il basso, synth e voce. SHAD SHADOWS progetto synth dark wave  con alla voce principale Luca e synth mentre Alessandra cori e synth..

## Formazione
- Alessandra Gismondi - voce, basso (1994-2001, 2004-presente)
- Stefano Foschini - chitarra (1994-2001)
- Filippo Feletti - batteria (1995-2001)
- Davide Mahony - chitarra (1997-2001)
- Luca Bandini - chitarra (2004-presente)
- Christian Amatori - chitarra (2004-presente)
- Nicola Rambelli - batteria (2004-presente)

## Discografia

### Album in studio
- 1997 - Bambina atomica
- 1999 - Velluto
- 2007 - A Violent Dinner
- 2011 - Comme un Flux

### EP
- 1995 - (P)itch

### Singoli
- 1998 - Neil Young
- 1999 - Elettrica
- 1999 - (P)rova a dominare i miei respiri
- 1999 - Saturno Hit Parade

## Partecipazioni a compilation
- 1999 - AIDS: abbiamo intenzione di sconfiggerlo (RCA/BMG, MS00001, CD) (con il brano Elettrica)
- 2008 - Danze Moderne vol. 1 (Danze Moderne, DAMO003, CD) (con i brani Mezzanotte Fluorescente e Colazione Da Sisley)